# 欧洲体育场 (比利时)
欧洲体育场（英語：Eurostadium）是比利时赫林贝亨的一座拟建的体育场，位于布鲁塞尔以北。它的座位数为62613。2015年6月确定的建设截止日期为2019年。它原计划将举办2020年歐洲足球錦標賽的比赛，并将成为比利時國家足球隊的主场。
最初的计划也打算将其作为皇家安德列治體育會的主场，但他们在早期阶段退出了该项目。

## 历史
2015年3月，布鲁塞尔市议会选择Ghelamco/BAM财团作为资助、建设和开发体育场的企业。然而，在随后的几年里，该项目受到了许多政治延误的困扰。 皇家安德列治體育會最终于2017年2月退出该项目。
由于延误，人们越来越担心该体育场无法在2020年欧洲杯之前建成，或者根本就永远无法建成。2017年12月7日，欧足联执行委员会决定，由于这些延误以及体育场能否及时完工的不确定性，取消布鲁塞尔作为2020年欧洲杯的主办城市。原定在那里举行的比赛被授予伦敦的温布利球场。
2018年1月30日，佛兰德部长Joke Schauvliege拒绝了Ghelamco的环境许可申请，因此该项目被取消。